# Taubenturm (La Tour-Blanche)

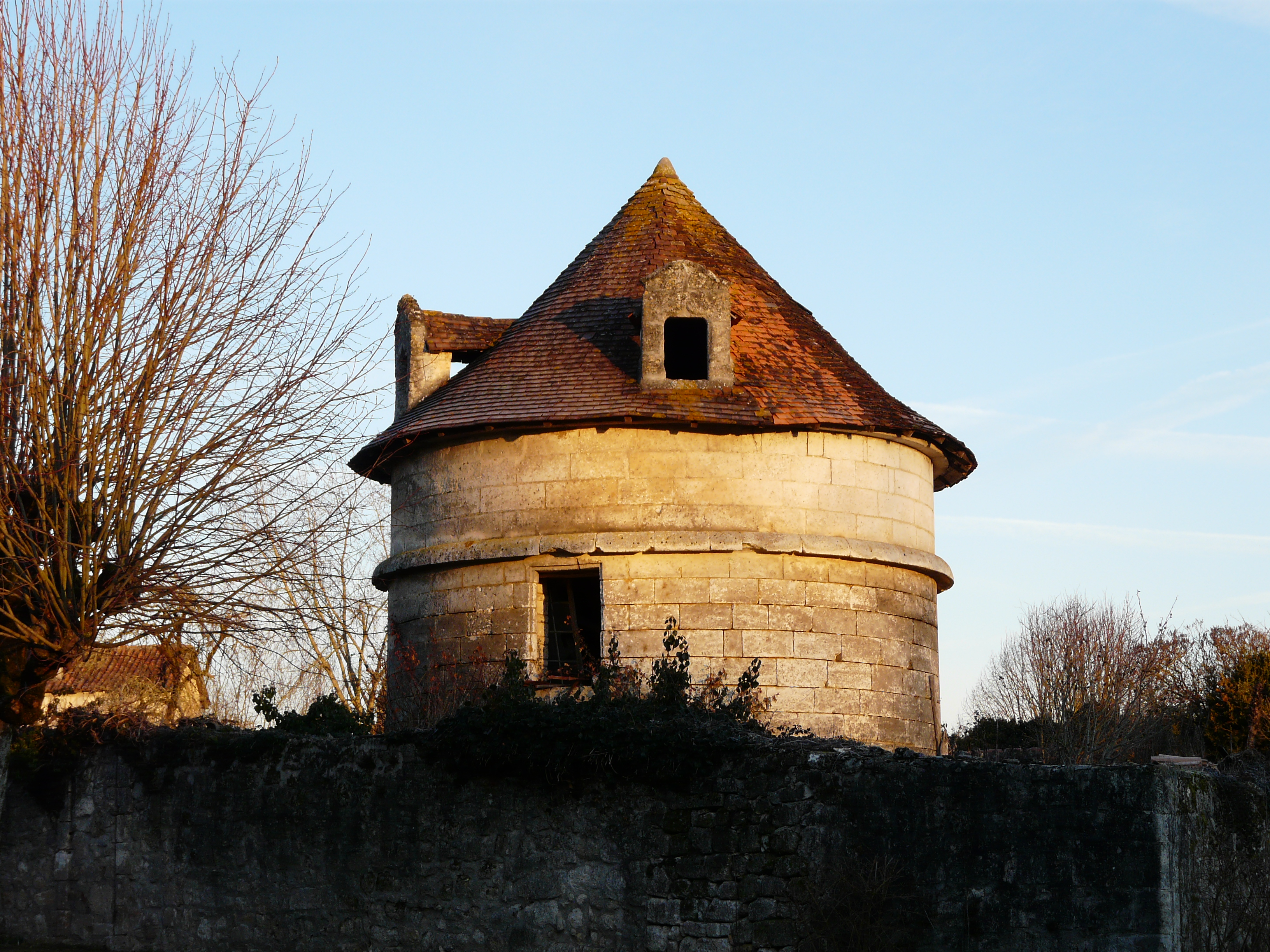
Taubenturm in La Tour-Blanche

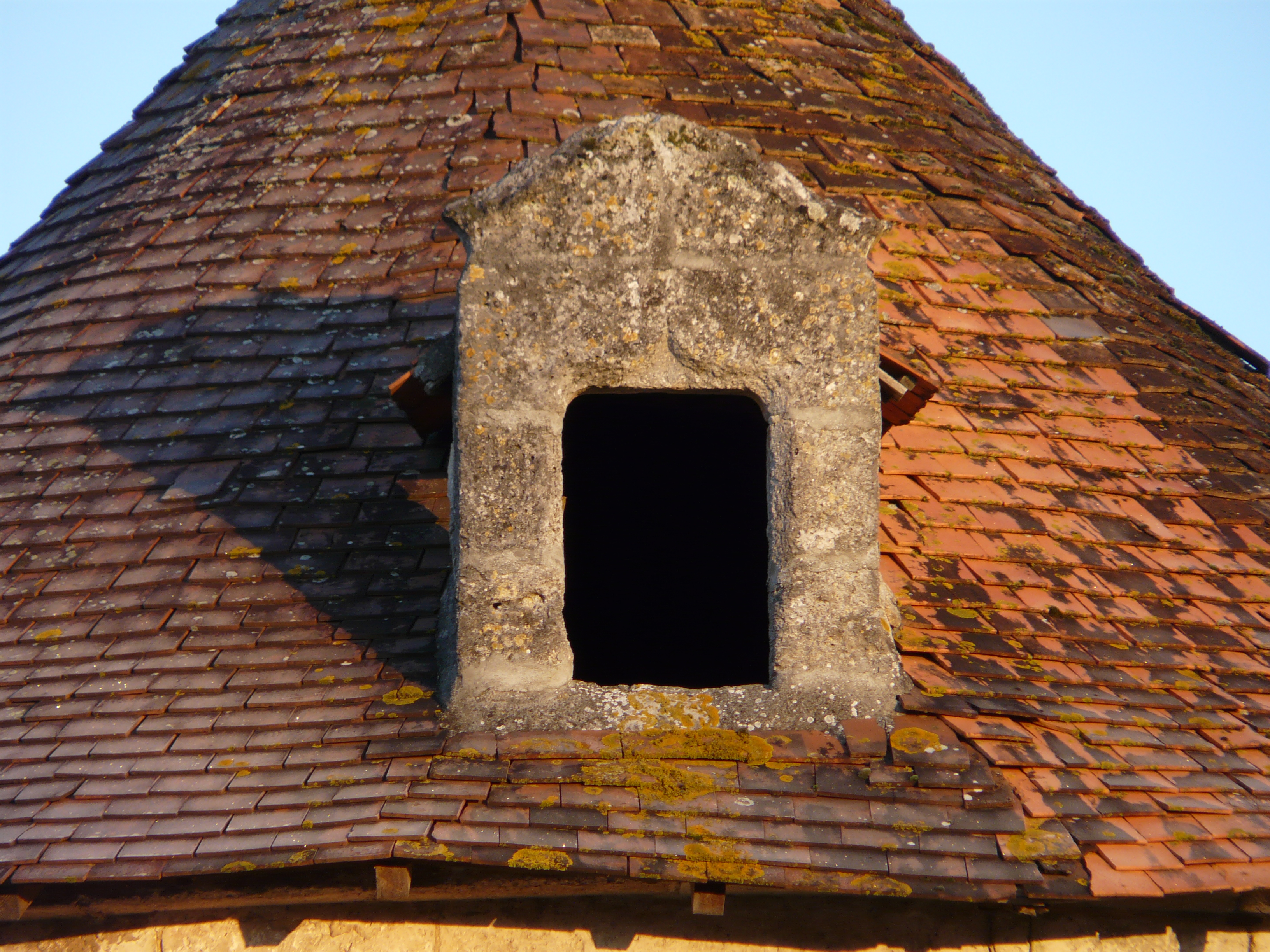
Lukarne

Der Taubenturm (französisch colombier oder pigeonnier) in La Tour-Blanche, einem Ortsteil der französischen Gemeinde La Tour-Blanche-Cercles im Département Dordogne in der Region Nouvelle-Aquitaine, wurde im 17. Jahrhundert errichtet.
Der runde Taubenturm aus Hausteinmauerwerk besitzt ein Dach mit flachen Ziegeln. Zwei Dachgauben mit Dreiecksgiebel bildeten den Zugang für die Tauben. Im Taubenturm wurde eine Zwischendecke eingezogen, um das Bauwerk als Getreidespeicher zu nutzen.